# Sainte-Soline
Sainte-Soline è un comune francese di 379 abitanti situato nel dipartimento delle Deux-Sèvres nella regione della Nuova Aquitania.
Il territorio comunale è bagnato dalla Dive du Sud.

## Società

### Evoluzione demografica
Abitanti censiti